# George & Mildred/Una casa
George & Mildred/Una casa è un singolo del duo musicale italiano Gin & Tonic, formato da Cristina Paltrinieri e Ricky Tamaca, pubblicato nel 1979.

## Descrizione
George & Mildred, scritta da Luigi Albertelli su musica e arrangiamento di Vince Tempera, è la sigla dell'edizione italiana della fortunata serie televisiva di produzione britannica George e Mildred, andata in onda sulle reti Rai a partire dal 1979.. Sul lato B, Una casa, scritta dagli stessi autori.
George & Mildred/Una casa è l'unico singolo dei Gin & Tonic, ma il lato A, ovvero George & Mildred, è il loro più grande successo.
Del singolo, oltre all'edizione italiana, pubblicata dall'etichetta discografica Durium nel 1979 con numero di catalogo Ld Al 8065, esiste anche un'edizione austriaca, pubblicata dall'etichetta Atom con numero di catalogo 238.138 nel 1980

## Tracce
1. George & Mildred – 4:39 (Luigi Albertelli, Vince Tempera)
2. Una casa – 3:48 (Luigi Albertelli, Vince Tempera)

Durata totale: 8:27